# 富田千晴
吉松 千晴(よしまつ ちはる、1991年1月14日 -、旧姓・富田)は、日本のモデル、タレント、女優。
熊本県人吉市出身。熊本県立人吉高校、桜美林大学リベラルアーツ学群卒業。2011年ミス桜美林大学グランプリ受賞を機に芸能界入り。ベストジーニスト2012年「一般新人部門」アーティスト賞を受賞。2016年、熊本西部地震を機に人吉へ帰郷した後、2017年に高校時代の同級生と結婚し引退。現在は1児の母として実家の旅館を手伝っている。

## 人物
1991年熊本県人吉市生まれ。実家は人吉市内で江戸時代から続く老舗旅館。子供の頃から人前で歌ったり踊ったりするのが好きで芸能界を夢見ていた。趣味は一人カラオケ、ショッピング、マグネット収集、人間観察。特技はダンス（ヒップホップ・ジャズ）、歌を歌うこと、舌が鼻につくこと、親指の関節が柔らかいこと。

## 出演

### テレビ番組
- 「学生才能発掘バラエティ 学生HEROES!」（テレビ朝日）
- 「有田とマツコと男と女」（TBS）
- 「ジョブチューン」（TBS、2013年）
- 「キャサリン三世 禁断企画、すっぴんOK女子開催、メイク落とし衝撃素顔、きゃりー(秘)メイク術!!」、（フジテレビ、2013年8月）
- 「スッピン!」（TBS、2013年10月）
- 「日本ほのぼの散歩」（BS11、2013年11月13日）
- 「魁!音楽番付」（フジテレビ、2014年2月4日）
- 「ものまねグランプリ～成るか世代交代！炎の下剋上スペシャル！～」（日本テレビ、2015年5月）

### テレビドラマ
- 土曜ワイド劇場「火災捜査官 紅蓮次郎(13)」（テレビ朝日、2012年）
- 幸せの時間 第33話（東海テレビ、2013年）
- アイアングランマ（NHK、2015年）美保 役

### 映画
- L♡DK（監督：川村泰祐、2014年）涼子 役
- 「デスフォレスト 恐怖の森」（監督：一見正隆、2015年）ギキョク 役

### 舞台
- 「Cooch旗揚げ公演 「推定容疑者～陽気な殺人鬼とローシュタインの回廊～」

### CM
- 東急電鉄「日本百選の旅」（2013年10月 - ）
- 東急電鉄「横濱中華街 旅グルメきっぷ」（2015年1月 - ）
- リアル謎解きアプリ「nazotto」（2015年4月）